# Marie Madeleine Duchapt
Marie Madeleine Duchapt eller Marie Magdelaine Duchapt (d. efter 1761), som gift Loysant, främst känd som La Duchapt, var en fransk modehandlare.  Hon var en ledande figur i den franska modeindustrin under 1730- och 50-talen och omnämns i samtida memoarer och andra skrifter.  Hon var en föregångare till Rose Bertin och har beskrivits som den kanske första berömdheten i modebranschen i Paris.

## Biografi
Marie Madeleine Duchapt bakgrund och privatliv är ofullständigt kända. Hon gifte sig 1734 med Martin Arnaud Loysant, köpman och borgare i Paris, och blev änka före 1751. Professionellt var hon dock känd som både 'Madame Duchapt' och 'Mademoiselle Duchapt', och, när hon var som mest framgångsrik, som enbart 'La Duchapt': hon ska ha varit den första modehandlare som blivit berömd nog att omnämnas med enbart efternamnet.  
Att som gift kvinna tilltalas Mademoiselle var inte helt ovanligt bland icke adliga kvinnor före franska revolutionen, då Madame var en titel med hög status: omvänt, kunde även en ogift kvinna med hög status tilltalas Madame.  Hennes bakgrund som gift med en köpman tycks ha varit typisk, då många kvinnliga modehandlare vid denna tid var gifta med manliga tyghandlare. 

### Karriär
Duchapt kan spåras genom sina efterlämnade affärsdokument och juridiska papper.  Hon var verksam som modehandlare sedan åtminstone 1734, då hon redan var framgångsrik i sitt yrke, eftersom hon detta år noteras ha tagit emot en jätteorder från en adlig kund.  Under 1720- och 30-talet var Francoise Leclerc, som 1725 fått titeln "Drottningens klänningsmakare" den ledande modehandlaren i Paris, och hon tycks efter sin död 1739 ha efterträtts som ledande modehandlare av Duchapt.   Under denna tid hade modehandlarnas skrå, Marchandes de modes, ännu inte bildats, men det står klart att yrket som sådant spelade en integrerad roll i det parisiska affärslivet redan under första hälften av 1700-talet, då Duchapt hörde till dess ledande aktörer och under en tid kanske den främsta.     
Under 1740- och 50-talen var Duchapt en ledande modehandlare i Paris, med kunder bland Paris societetsdamer och hovdamerna i Versailles, och hon blev berömd nog att enbart bli känd som 'La Duchapt'.  Hon hade en exklusiv butik som var välkänd i det dåtida Paris och som var känd som Chande de modes.   1744-47 samarbetade hon med en "Madame Boutray", som sistnämnda år grundade sin egen butik, A la renommée des dames de France. Enligt hertig de Luynes gjorde Duchapt år 1739 en affärsresa med sin kund, kungens mätress Madame de Mailly, till Spanien för att klä denna inför det kommande kungliga spansk-franska bröllopet det året, och kungen själv ska ha träffat henne hos Mailly och godmodigt skämtat med henne och hennes assistenter. 
Duchapt nämns omnämns som berömd ännu 1756, och var fortfarande aktiv år 1761, då hon efterskänkte en skuld åt hertig de Chaulnes, men tycks inte längre vara aktiv år 1772, då hon förmodas vara död eller i varje fall inte längre yrkesmässigt aktiv. Hon efterträddes som ledande modedesigner av sin rival Mademoiselle Alexandre.

## Eftermäle
Historier om henne förekom i samtida memoarer, brev och publicerade manuskript.  Hennes framgång gjorde henne till en ledande samtidsfigur som väckte uppmärksamhet som representant för hennes yrkesgrupp, och samtida filosofer, bland dem Rousseau, omnämnde henne och hennes exklusiva butiks stora framgång som en symbol för epokens lättsinne och frivola tidsanda.  I ett brev från Voltaire till madame du Deffand från 1752 får hon illustrera tidsandans banala lättsinne då Voltaire pekade på henne som den som efterträtt Ludvig XIV som förebild. Jean-Jacques Rousseau omnämner hennes kända butik i sina memoarer, och beskriver den som ett populärt mål för dem som ville lära känna staden, och hur även många män gick till den enbart för att tala med hennes kvinnliga expediter.   Andra franska modeskapare jämfördes länge med henne till sin nackdel.     
Under denna tid var det vanligt att kvinnliga modehandlare utsattes för misstankar om att bedriva prostitution, och även La Duchapt och hennes butik utsattes för dessa rykten.  Hon blev föremål för en samtida pornografisk roman, La Sainte Nitouche, ou Histoire galante de la Tourière des Carmélites, suivie de l'histoire de La Duchapt, célèbre marchand de mode (London, 1748; rev. ed. Paris, 1830) och omnämns som en referenspunkt för vad som var elegans eller inte i Gabriel-François Coyers Bagatelles morales, Chez Duchesne, 1754.